# Presión

Esquema; se representa cada "elemento" con una fuerza dP y un área dS

Animación: efecto de la presión en el volumen de un gas

La presión (símbolo: p o P) es una magnitud física que mide la proyección de la fuerza en dirección perpendicular por unidad de superficie, y sirve para caracterizar cómo se aplica una determinada fuerza resultante sobre una línea.
En el Sistema Internacional de Unidades la presión se mide en una unidad derivada que se denomina pascal (Pa), que es equivalente a una fuerza total de un newton (N) actuando uniformemente sobre un área de un metro cuadrado (m²). En el sistema anglosajón la presión se mide en libra por pulgada cuadrada (pound per square inch o psi), que es equivalente a una fuerza total de una libra actuando sobre un área de una pulgada cuadrada.

## Definición
La presión es la magnitud  que relaciona la fuerza con la superficie sobre la cual actúa; es decir, equivale a la fuerza que actúa sobre la superficie. Cuando sobre una superficie plana de área A se aplica una fuerza normal F de manera uniforme, la presión P viene dada de la siguiente forma:
{\displaystyle p={\frac {F}{A}}\,}
En un caso general donde la fuerza puede tener cualquier dirección y no estar distribuida uniformemente en cada punto la presión se define como
{\displaystyle p={\frac {d{\vec {F}}_{A}}{dA}}\cdot {\vec {n}}}
donde {\displaystyle {\vec {n}}} es un vector unitario y normal a la superficie en el punto donde se pretende medir la presión. La definición anterior puede escribirse también como
| Símbolo                    | Nombre                          |
| -------------------------- | ------------------------------- |
| {\displaystyle {\vec {f}}} | Fuerza por unidad de superficie |
| {\displaystyle {\vec {n}}} | Vector normal a la superficie   |
| {\displaystyle A}          | Área total de la superficie S   |

### Presión absoluta y relativa
En determinadas aplicaciones la presión se mide, no como la presión absoluta, sino como la presión por encima de la presión atmosférica, denominándose presión relativa, presión normal, presión de gauge o presión manométrica.
Consecuentemente, la presión absoluta es la presión atmosférica (Pa) más la presión manométrica (Pm) (presión que se mide con el manómetro) {\displaystyle P_{ab}=P_{a}+P_{m}}.

### Presión hidrostática e hidrodinámica
En un fluido en movimiento, la presión hidrostática puede diferir de la llamada presión hidrodinámica, por lo que debe especificarse a cuál de las dos se está refiriendo una cierta medida de la misma presión hidrostática.

### Presión de un gas
En el marco de la teoría cinética la presión de un gas es explicada como el resultado macroscópico de las fuerzas implicadas por las colisiones de las moléculas del gas con las paredes del contenedor. La presión puede definirse, por lo tanto, haciendo referencia a las propiedades microscópicas del gas:
Para un gas ideal con (N) moléculas, cada una de ellas de masa (m) y moviéndose con una velocidad aleatoria promedio (urms) contenido en un volumen cúbico (V ), las partículas del gas impactan contra las paredes del recipiente de una manera que puede calcularse de forma estadística intercambiando momento lineal con las paredes en cada choque y ejerciendo una fuerza neta por unidad de área que es la presión ejercida por el gas sobre la superficie sólida.
La presión puede calcularse entonces como
{\displaystyle p={N\,m{u_{rms}}^{2} \over 3V}}, (gas ideal)
Este resultado es interesante y significativo, no solo por ofrecer una forma de calcular la presión de un gas sino porque relaciona una variable macroscópica observable, la presión, con la energía cinética promedio por molécula, 1/2 murms², que es una magnitud microscópica no observable directamente. Nótese que el producto de la presión por el volumen del recipiente es dos tercios de la energía cinética total de las moléculas de gas contenidas.

#### Propiedades de la presión en un medio fluido

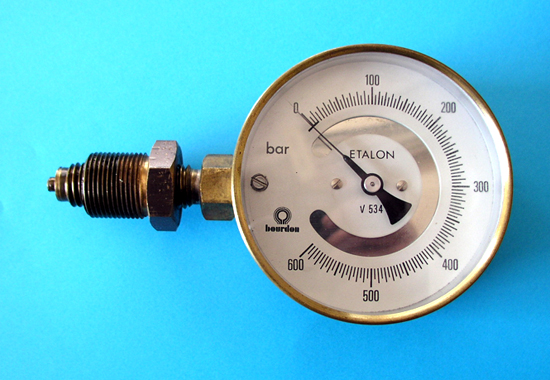
Manómetro

1. La fuerza asociada a la presión en un fluido ordinario en reposo se dirige siempre hacia el exterior del fluido, por lo que debido al principio de acción y reacción, resulta en una compresión para el fluido, jamás una tracción.
2. La superficie libre de un líquido en reposo (y situado en un campo gravitatorio constante) es siempre horizontal. Eso es cierto solo en la superficie de la Tierra y a simple vista, debido a la acción de la gravedad constante. Si no hay acciones gravitatorias, la superficie de un fluido es esférica y, por tanto, no horizontal.
3. En los fluidos en reposo, un punto cualquiera de una masa líquida está sometida a una presión que es función únicamente de la profundidad a la que se encuentra el punto. Otro punto a la misma profundidad, tendrá la misma presión. A la superficie imaginaria que pasa por ambos puntos se llama superficie equipotencial de presión o superficie isobárica.

## Aplicaciones

### Frenos hidráulicos
Muchos automóviles tienen sistemas de frenado antibloqueo (ABS, siglas en inglés) para impedir que la fuerza de fricción de los frenos bloqueen las ruedas, provocando que el automóvil derrape. En un sistema de frenado antibloqueo un sensor controla la rotación de las ruedas del coche cuando los frenos entran en funcionamiento. Si una rueda está a punto de bloquearse los sensores detectan que la velocidad de rotación está bajando de forma brusca, y disminuyen la presión del freno un instante para impedir que se bloquee. Comparándolo con los sistemas de frenado tradicionales, los sistemas de frenado antibloqueo consiguen que el conductor controle con más eficacia el automóvil en estas situaciones, sobre todo si la carretera está mojada o cubierta por la nieve.

### Refrigeración
La refrigeración se basa en la aplicación alternativa de presión elevada y baja, haciendo circular un fluido en los momentos de presión por una tubería. Cuando el fluido pasa de presión elevada a baja en el evaporador, el fluido se enfría y retira el calor dentro del refrigerador.
El fluido se encuentra en un circuito cerrado, el que comienza en el compresor. Es allí donde el fluido refrigerante, en estado gaseoso, es comprimido a una alta presión y alta temperatura; luego, por medio de una tubería, es enviado al condensador donde, manteniendo la presión, será enfriado de forma tal que pasará de estado gaseoso al líquido. Terminado este proceso, el fluido líquido será dirigido a través de otra tubería hasta el evaporador, donde a través de una válvula de estrangulación —que puede ser una tubería capilar, una válvula de expansión termostática (VET) u otra— después de la cual se "libera" el líquido a un ambiente de baja presión (como es el evaporador), produciéndose la violenta evaporación del líquido para lo cual se transfiere el calor necesario generando el "enfriamiento" del ambiente situado alrededor de la tubería y por consecuencia de los productos a refrigerar. Luego el gas retorna al compresor a través de la línea (tubería) de retorno, completando el circuito de refrigeración por compresión.

### Neumáticos de los automóviles
Se inflan a una presión de 206 842 Pa, lo que equivale a 30 psi (utilizando el psi como unidad de presión relativa a la presión atmosférica). Esto se hace para que los neumáticos tengan elasticidad ante fuertes golpes (muy frecuentes al ir en el automóvil). El aire queda encerrado a mayor presión que la atmosférica dentro de las cámaras (aproximadamente 2 veces mayor), y en los neumáticos más modernos entre la cubierta de caucho flexible y la llanta que es de un metal rígido.

## Presión ejercida por los líquidos
La presión que se origina en la superficie libre de los líquidos contenidos en tubos capilares, o en gotas líquidas se denomina presión capilar de estas
Se produce debido a la tensión superficial. En una gota es inversamente proporcional a su radio, llegando a alcanzar valores considerables. 
Por ejemplo, en una gota de mercurio de una diezmilésima de milímetro de diámetro hay una presión capilar de 100 atmósferas. La presión hidrostática corresponde al cociente entre la fuerza normal (F) que actúa, en el seno de un fluido, sobre una cara de un cuerpo y que es independiente de la orientación de esta.
Depende únicamente de la profundidad a la que se encuentra situado el elemento considerado.
La de un vapor, que se encuentra en equilibrio dinámico con un sólido o líquido a una temperatura cualquiera y que depende únicamente de dicha temperatura y no del volumen, se designa con el nombre de presión de vapor o saturación.

## Presiones negativas

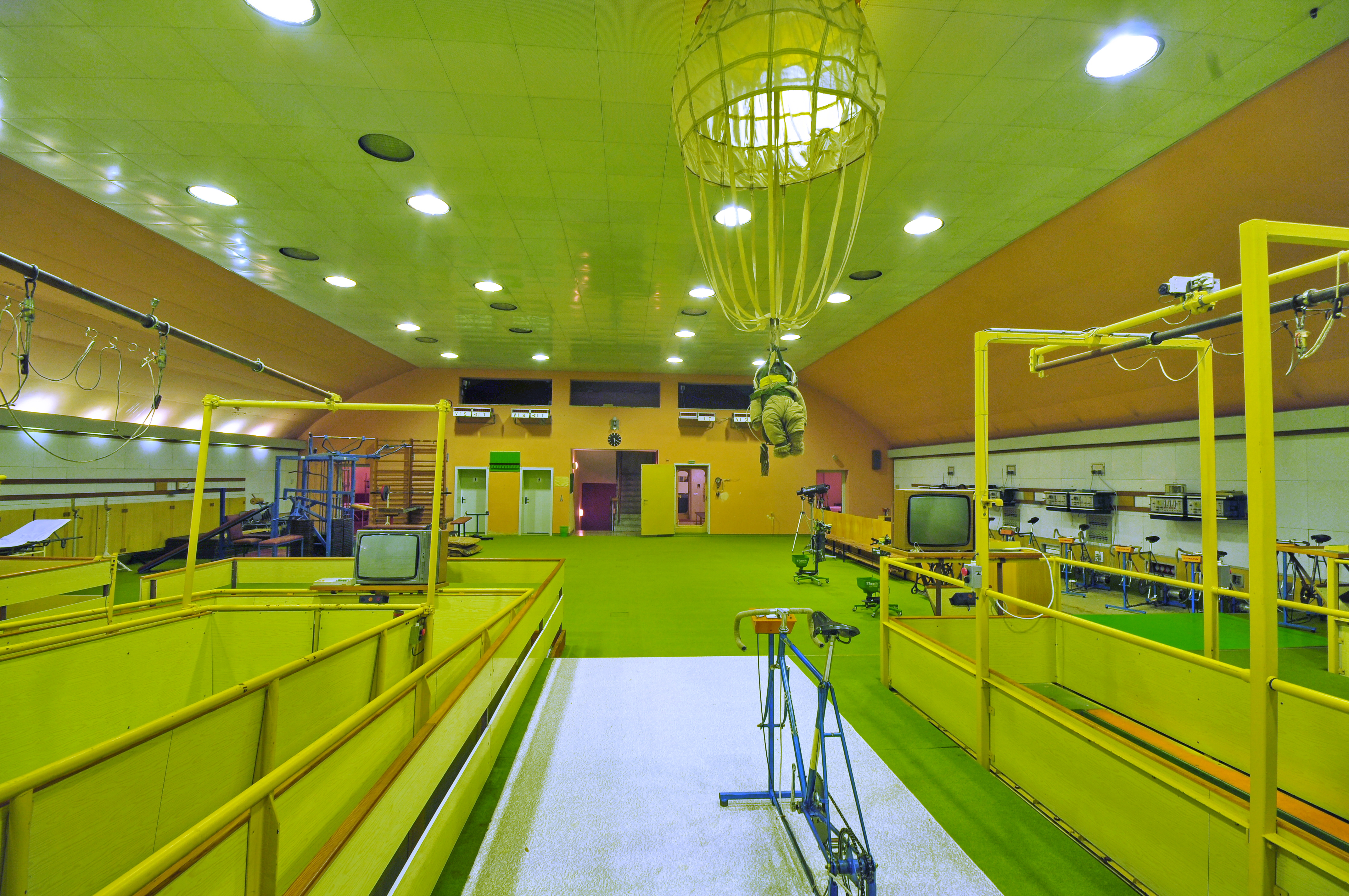
Cámara de baja presión en Bundesleistungszentrum Kienbaum, Alemania

Si bien las presiones son, en general, positivas, hay varias situaciones en las que se pueden encontrar presiones negativas:
- Cuando se trata de presiones relativas (calibre). Por ejemplo, una presión absoluta de 80 kPa puede describirse como una presión manométrica de −21 kPa (p.ej., 21 kPa por debajo de una presión atmosférica de 101 kPa). Por ejemplo, la descompresión abdominal es un procedimiento obstétrico durante el cual se aplica una presión manométrica negativa de forma intermitente en el abdomen de una mujer embarazada.
- Las presiones absolutas negativas son posibles. Son efectivamente tensiones, y tanto los sólidos a granel como los líquidos a granel pueden someterse a una presión absoluta negativa tirando de ellos.[6] Microscópicamente, las moléculas en sólidos y líquidos tienen interacciones atractivas que dominan la energía cinética térmica, por lo que se puede mantener cierta tensión. Termodinámicamente, sin embargo, un material a granel bajo presión negativa está en un estado metaestable, y es especialmente frágil en el caso de líquidos donde el estado de presión negativa es similar al sobrecalentamiento y es fácilmente susceptible a cavitación.[7] En ciertas situaciones, la cavitación se puede evitar y las presiones negativas se mantienen indefinidamente,[7] por ejemplo, se ha observado que el mercurio líquido sostiene hasta −425 atm en recipientes de vidrio limpios.[8] Se cree que las presiones negativas del líquido están involucradas en el ascenso de la savia en plantas de más de 10 m (la cabeza de presión atmosférica del agua).[9]
- El efecto Casimir puede crear una pequeña fuerza de atracción debido a las interacciones con la energía del vacío; esta fuerza a veces se denomina "presión de vacío" (que no debe confundirse con la "presión manométrica" negativa de un vacío).
- Para tensiones no isotrópicas en cuerpos rígidos, dependiendo de cómo se elija la orientación de una superficie, la misma distribución de fuerzas puede tener un componente de presión positiva a lo largo de una normal, con un componente de presión negativa actuando a lo largo de otra superficie normal.
  - Las tensiones en un campo electromagnético generalmente no son isotrópicas, siendo la presión normal a un elemento de la superficie (la tensión normal) negativa y positiva para los elementos de la superficie perpendiculares a este.
- En cosmología, la energía oscura crea una cantidad muy pequeña pero cósmicamente significativa de presión negativa, que acelera la expansión del universo.

## Unidades de medida, presión y sus factores de conversión
La presión atmosférica media es de 101 325 pascales (101,3 kPa) a nivel del mar, donde 1 atm = 1,01325 bar = 101 325 Pa = 1,033 kgf/cm² y 1 mca = 9,81 kPa.
|                  | pascal     | bar       | N/mm²       | kp/m²    | kp/cm²     | atm        | Torr    | psi        |
| ---------------- | ---------- | --------- | ----------- | -------- | ---------- | ---------- | ------- | ---------- |
| 1 Pa (N/m²)      | 1          | 10−5      | 10−6        | 0,102    | 0,102×10−4 | 0,987×10−5 | 0,0075  | 0,00014503 |
| 1 bar (10 N/cm²) | 105        | 1         | 0,1         | 10200    | 1,02       | 0,987      | 750     | 14,5036    |
| 1 N/mm²          | 106        | 10        | 1           | 1,02×105 | 10,2       | 9,87       | 7500    | 145,0536   |
| 1 kp/m²          | 9,81       | 9,81×10−5 | 9,81×10−6   | 1        | 10−4       | 0,968×10−4 | 0,0736  | 0,001422   |
| 1 kp/cm²         | 9,81x104   | 0,981     | 0,0981      | 10000    | 1          | 0,968      | 736     | 14,22094   |
| 1 atm            | 101325     | 1,01325   | 0,1013      | 10330    | 1,033      | 1          | 760     | 14,69480   |
| 1 Torr (mmHg)    | 133,32     | 0,0013332 | 1,3332×10−4 | 13,6     | 1,36x10−3  | 1,32x10−3  | 1       | 0,019336   |
| 1 psi (lb/in²)   | 6894,75729 | 0,068948  | 0,006894    | 703,188  | 0,0703188  | 0,068046   | 51,7149 | 1          |

Las obsoletas unidades manométricas de presión, como el milímetro de mercurio (aún usado en medicina), están basadas en la presión ejercida por el peso de algún fluido de referencia bajo cierta gravedad estándar. También se utilizan los milímetros de columna de agua.

### Magnitudes físicas
- Presión de vapor
- Presión crítica
- Presión parcial
- Presión atmosférica
- Presión manométrica
- Presión dinámica
- Presión estática
- Presión en un fluido
- Presión de radiación
- Presión sonora
- Vacío

### Medicina
- Presión sanguínea
- Presión intraocular